# Polittico della Madonna (Previtali)
Il polittico della Madonna è conservato come pala d'altare nella chiesa di Santa Margherita opera di Antonio Boselli

## Storia
L'artista bergamasco di nascita, viene indicata la sua nascita probabilmente a Brembate, seguì in giovanissima età, la famiglia, che commerciava in corde e aghi, e che si trasferì a Venezia per motivi di lavoro. Nella città lagunare poté incontrare e studiare importanti artisti del rinascimento veneziano dei primi anni del Cinquecento. Le sue prime opere realizzate a Venezia le firmava con il nome di Andrea Cordeaghi, a indicare quale fosse l'attività che la sua famiglia svolgeva nella città, quale a volerla pubblicizzare. Nel 1511 l'artista fece ritorno nella terra bergamasca chiamato dalla famiglia Casotti de Mazzoleni che gli commissionò alcuni lavori e che voleva accattivarsi il nuovo governo filo-veneto presente in città.
Come la famiglia del Previtali, molte erano le famiglie delle valli di Bergamo, che si spostavano a Venezia nella speranza di fare fortuna, e dopo aver raggiunto un buon livello sociale, commissionavano agli artisti opere per abbellire la chiesa dei paesi d'origine, un poco per motivo devozionale, e quindi per riconoscenza, ma anche quale forma di testimonianza dell'ottimo stato sociale raggiunto. Questi lavori però dovevano essere di facile interpretazione per i valligiani, per questo motivo molti sono i polittici dei primi anni del Cinquecento presenti nella val Brembana e Seriana quando ormai l'arte si era modificata nei nuovi stili portati dai nuovi artisti come il Lorenzo Lotto. Il lavoro fu pagato anche dalla gente con ben 3.000 sacchi di carbone.

## Descrizione
Il polittico si divide su due ordini compreso una cimasa superiore di piccole dimensioni raffigurante la Madonna col Bambino. Nell'ordine superiore vi sono le tavole raffiguranti a sinistra san Ambrogio raffigurato con il flagello contro gli eretici, a destra san Lorenzo con la graticola simbolo del suo martirio, questi sono raffigurati a mezzo busto. Centrale l'immagine della Pietà con la Madonna che regge il Figlio morto appena deposto dalla croce. Accanto a Lei la Maddalena e una pia donna mentre sul lato destro della tavola san Nicodemo e san Giuseppe di Arimatea. 
L'ordine inferiore ospita sulla tavola a sinistra la raffigurazione di santa Margherita d'Antiochia con il drago, titolare della chiesa, a destra san Giovanni Battista entrambi a figura intera, mentre al centro in una nicchia vi è la statua della Madonna col Bambino, ma sicuramente di epoca successiva.
Le tavole sono inserite in una cornice seicentesca dorata realizzata successivamente all'opera.